# 숀 맥브라이드

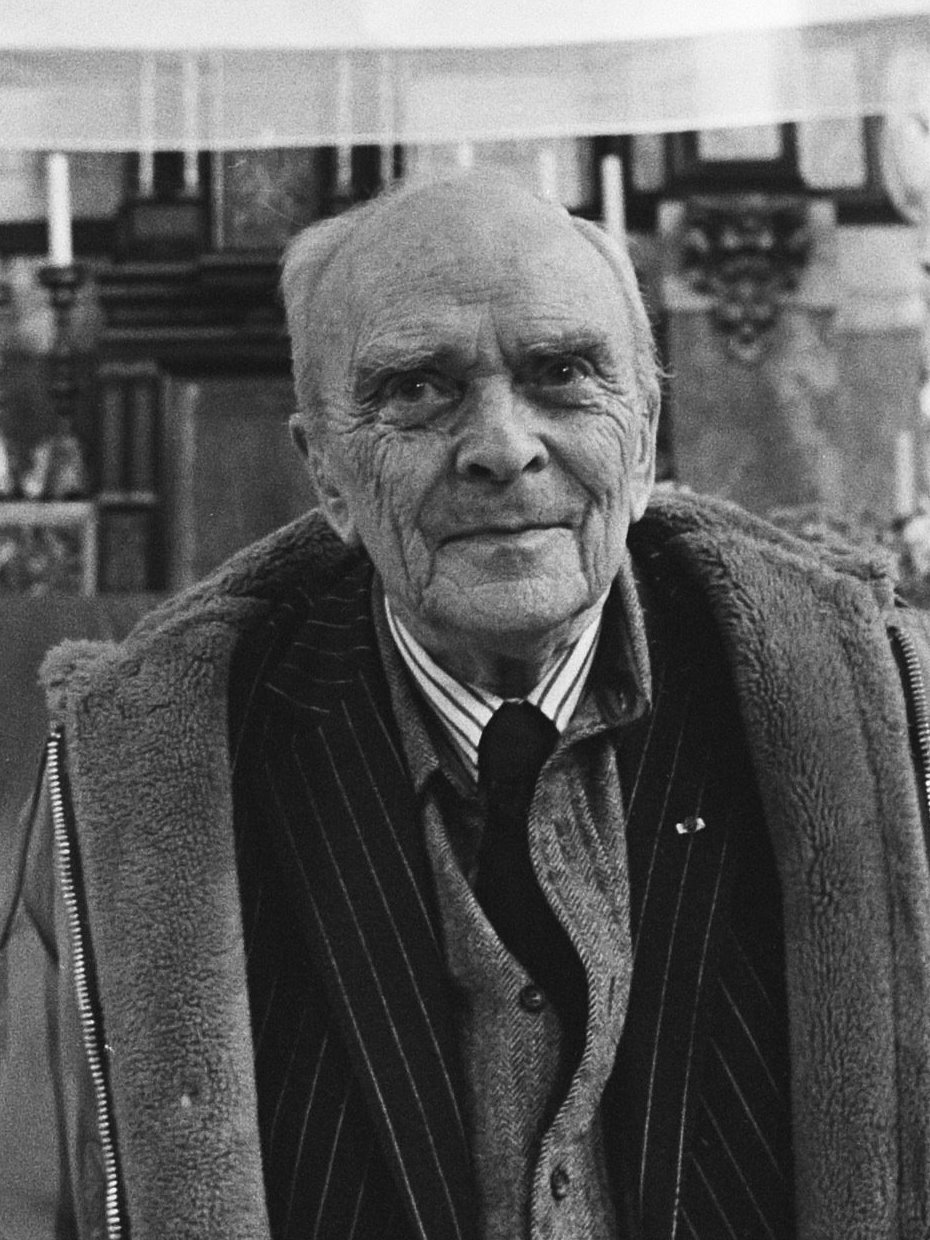
숀 맥브라이드

숀 맥브라이드(Seán MacBride, 1904년 1월 26일 프랑스 파리 ~ 1988년 1월 15일 아일랜드 더블린)는 아일랜드의 정치인, 인권운동가이다.
20세기 초반 유엔과 유럽 평의회, 국제앰네스티 등 많은 비정부 기구에서 활동했으며 1974년에는 노벨 평화상, 1975년에는 미국 정의 메달을 수상했고 1975년과 1976년에는 레닌 평화상, 1980년에는 유네스코 실버 메달을 수상했다.

## 같이 보기
- 숀 맥브라이드 평화상